# 오스카르 두아르테
오스카르 에사 두아르테 가이탄(스페인어: Óscar Esaú Duarte Gaitán, 1989년 6월 3일 ~ )는 니카라과 출생 코스타리카의 축구 선수로 현재 사우디 프로페셔널리그의 알웨흐다 FC에서 수비수로 활동 중이며 코스타리카 축구 국가대표팀의 일원으로도 뛰고 있다.

## 선수 경력

### 클럽
2008년 데포르티보 사프리사에서 데뷔하여 1군 콜업 후 2013년까지 활약하며 리그 2연패(2007-08, 2008-09), 2010-11년 CONCACAF 챔피언스리그 4강 진출 등에 일조한 뒤 2013년 벨기에 프로 리그의 클뤼프 브뤼허로 이적했다.
브뤼허로 이적 후 2016년까지 팀의 주축 수비수로 활약하며 2014-15 시즌 리그 준우승, 2014-15 시즌 벨기에 컵 우승, 2015년 벨기에 슈퍼컵 준우승, 2015-16 시즌 리그 우승 등에 공헌하면서 스페인 라리가 클럽들의 러브콜을 받았고 결국 2016년초 RCD 에스파뇰로 전격 이적했다.
에스파뇰로 이적을 확정지은 후 2019년까지 몸 담으며 코파 델 레이 2시즌 연속 8강(2017-18, 2018-19)의 성적을 남겼지만 잦은 부상으로 인해 많은 경기에 출전하지 못했고 결국 2018-19 시즌 종료 후 레반테 UD로 이적한 뒤 2021-22 시즌까지 활약했으며 특히 이 중 2020-21 시즌 코파 델 레이에서 팀의 창단 첫 4강 진출에 크게 기여했다.

### 국가대표팀
2010년 11월 17일 자메이카와의 친선 경기에서 국제 A매치 데뷔전을 치른 후 이듬해에 열린 2011년 코파 센트로아메리카나에 출전하여 팀의 준우승에 기여했다.
그로부터 3년 후 열린 우루과이와의 2014년 FIFA 월드컵 D조 조별리그 1차전에서 A매치 데뷔골을 터뜨리며 팀의 3-1 완승에 기여했고 비록 그리스와의 16강전에서는 경고 누적으로 퇴장당했지만 코스타리카 축구 역사상 첫 월드컵 8강 돌풍의 중심으로 맹활약했다.

## 대회 성적

### 클럽
데포르티보 사프리사
- 코스타리카 프리메라 디비시온 : 우승 (2007-08, 2008-09)
- CONCACAF 챔피언스컵 : 4강 (2010-11)

 클뤼프 브뤼허
- 벨기에 프로 리그 : 우승 (2015-16), 준우승 (2014-15)
- 벨기에 컵 : 우승 (2014-15)
- 벨기에 슈퍼컵 : 준우승 (2015)

 레반테 UD
- 코파 델 레이 : 4강 (2020-21)

 알웨흐다 FC
- 사우디아라비아 국왕컵 : 준우승 (2022-23)

### 국가대표팀
코스타리카
- 코파 센트로아메리카나 : 준우승 (2011)